# 纳巴凯拉什神庙
纳巴凯拉什神庙或称108座湿婆神庙（১০৮ শিবমন্দির），坐落于印度西孟加拉邦东巴尔达曼县加尔纳市，是一座供奉湿婆的神庙。该建筑群竣工于1809年，由两个同心圆构成108座独立小庙，对应念珠的珠数。外圈分布74座庙宇，内圈环绕34座庙宇。所有庙墙均装饰着《摩诃婆罗多》与《罗摩衍那》的叙事场景以及丰富狩猎图景。这108座神庙各安置一尊湿婆林伽：内圈白色林伽象征永恒湿婆，外圈林伽则半数为黑色表征楼陀罗，半数为白色。

## 建造铭文
民间传说中，此庙群通称108座湿婆神庙，但奠基铭文记载为109座。铭文如下：
| “ | শাকে চন্দ্র শিবাক্ষি সপ্ত কুমিতে শ্রী （于塞迦纪元，月、湿婆之目、七、大地交汇） তেজচন্দ্রাভিধৌবা সূর্য্যইব স্থি （特贾钱德拉尊号者，如日恒耀） রার্পিতে চলচ্চণ্ড প্রতাপানলঃ （威光烈焰中，行动迅猛者） শম্ভোর্ধাম পরম নবাধিকশত শ্রী （湿婆至高圣所，一百零九座尊贵） মন্দিরৈর্মণ্ডলম্ প্রাকার্ষীন্মহদ （以神庙群构建伟大曼荼罗） অম্বিকাখ্য় নগরে কৈলাসমেতং নবং। （于安比卡城，此乃新凯拉什） | ” |
|   | |   |

（月）表1、（湿婆之目）表3、表7、（大地）表1，依据逆序解读法（বামাগতি নিয়মানুসারে）组合得神庙建于塞迦纪元1731年（公元1809年），由国王特贾钱德拉（তেজচন্দ্র）敕建。铭文大意如下：“1809年，尊贵的特贾钱德拉于安比卡城（অম্বিকানগরে）建造109座神庙群，形成曼荼罗之图案，成就新凯拉什圣地（নবকৈলাস）。国王如太阳般威严，行止灵动迅疾。”

## 结构
纳巴凯拉斯神庙建筑群中，108座神庙以几何圆形排列成两个同心圆环结构。外圈分布74座神庙，内圈共计34座。外圈西侧另设独立的第109座神庙。圆形布局的108座神庙均采用查拉式中的八角式建筑风格建造。内圈圆环周长约为336英尺（102），外圈周长约为710英尺（220）。所有神庙均建在低矮砖砌基座上，彼此紧密相邻。神庙单体高度约为20英尺（6.1），宽度统一为9.5英尺（2.9）。神庙墙体表面雕刻着《罗摩衍那》与《摩诃婆罗多》史诗场景及古代狩猎图景。两个同心圆中心设有一口石砌水井，满足神庙普祭仪式期间的用水需求。该水井被信徒视为宗教哲学象征，既代表“空性”的具象化，亦隐喻湿婆作为无形无相的梵天本体。
在108座神庙建筑群外围西侧，独立矗立着第109座神庙，即贾勒斯瓦尔湿婆神庙（জলেশ্বর মন্দির）。关于这座神庙，雅吉什瓦尔·乔杜里（যজ্ঞেশ্বর চৌধুরী）解释道：“如同念珠由108颗珠子串成，中心需配一颗稍大的主珠作为中轴，建造这座湿婆圣地时严格遵循了此神圣法则。”该神庙建在6英尺（1.8）高、长宽均为13英尺（4.0）的正方形基坛之上，风格为五宝式，高35英尺（11），前置八级台阶门廊。

## 湿婆神像
108座神庙均供奉有一座湿婆林伽。外圈林伽呈黑白交替之色，内圈均为白色。第109座贾勒斯瓦尔神庙供奉黑色神像。白色林伽象征永恒湿婆，代表意识与智慧；黑色林伽象征楼陀罗，寓意超越觉知。

## 保护现状
随着游客增多，神庙面临新的隐忧，双圆环上紧密相邻的数座神庙出现砖体剥落。持续的盐蚀作用导致大量雕饰消失，部分庙体表面装饰大面积损毁，红砖结构直接暴露。内圈神庙状况较外圈更为严峻。每座神庙入口处设有小型木门，走进可见内部损毁更为严重，湿婆林伽周边墙壁渗水积聚，多处抹灰层持续脱落。

### 引用
1. 1 2  Amitabha, Gupta. . www.telegraphindia.com. 2022-09-07  [2025-08-14]. （原始内容存档于2023-12-12） （英语）.
2. 1 2 3 4  Das 1999，第71頁.
3. 1 2  . www.anandabazar.com. Kalna. 2016-03-09  [2025-08-14]. （原始内容存档于2024-12-27） （孟加拉语）.
4. 1 2  Chowdhury 1994，第127頁.
5. ↑  Das 1999，第72頁.
6. ↑  Das 1999，第74頁.

### 文献
- Das, Bibekananda. . Kolkata: Pharma KLM Pvt. 1999: 71-74 （孟加拉语）.
- Chowdhury, Jagyeswar. . Pustaka Bipani. 1994: 127 （孟加拉语）.